# Chery Tiggo 7
La Chery Tiggo 7 è uno Sport Utility Vehicle prodotto dalla casa automobilistica cinese Chery Automobile a partire dal 2016 in due generazioni. 

## Prima generazione (dal 2016)

### Genesi
Il precursore della prima generazione fu il prototipo Chery TX Concept disegnato dalla torinese GranStudio ed esposto al Salone dell’auto di Pechino 2012; tale vettura anticipava oltre alle forme del modello di serie anche il nuovo linguaggio stilistico della casa cinese. 
Nell'estate del 2012 venne approvato il progetto T15 e si iniziò ad ingegnerizzare la vettura il cui debutto era fissato 30 mesi dopo. Viene sviluppato un nuovo telaio di base modulare insieme alla Benteler, già partner della Chery, e viene studiata la possibilità di vendere la vettura anche sul mercato europeo. Il design del modello finale è opera di James Hope, direttore del centro stile Chery di Shanghai mentre la scocca venne progettata insieme alla Borg Warner per soddisfare i criteri in materia di crash test ed omologazione europei.

### Debutto
Il modello definitivo della T15 debutta nell'aprile del 2016 al salone di Pechino denominato Tiggo 7: si tratta di una crossover SUV cinque posti di segmento C lunga 4,505 metri, larga 1,837 metri e alta 1,670 metri.
La Tiggo 7 possiede uno schema meccanico classico con motore anteriore-trasversale e due propulsori benzina quattro cilindri Acteco: un 2.0 sedici valvole aspirato da 122 cavalli con cambio CVT e un 1.5 turbo sedici valvole da 147 cavalli e 205 Nm di coppia abbinato ad una trasmissione manuale a 6 rapporti mentre il 1.5 eroga 152 cavalli e 210 Nm di coppia nella versione abbinato al cambio automatico a doppia frizione a 6 rapporti Getrag.
La piattaforma di base T1X è a trazione anteriore ed utilizza sospensioni anteriori indipendenti MacPherson e sospensioni posteriori indipendenti multilink con barra stabilizzatrice.
Nelle versioni di punta è equipaggiata con sei airbag, ABS con ESP e controllo della trazione, sistema di monitoraggio della pressione degli pneumatici, sensori di parcheggio e telecamera di retromarcia, accesso senza chiave, sensori di luce e pioggia, Bluetooth e display touch screen da 4.8 pollici con sistema multimediale DVD. Il bagagliaio possiede un volume che varia tra i 414 e i 1100 litri.
La produzione avviene presso il complesso industriale Chery di Wuhu, in Cina. Le esportazioni al di fuori della Cina partono tra la fine del 2016 e l’inizio del 2017.

### Restyling 2018: Tiggo 7 FLY

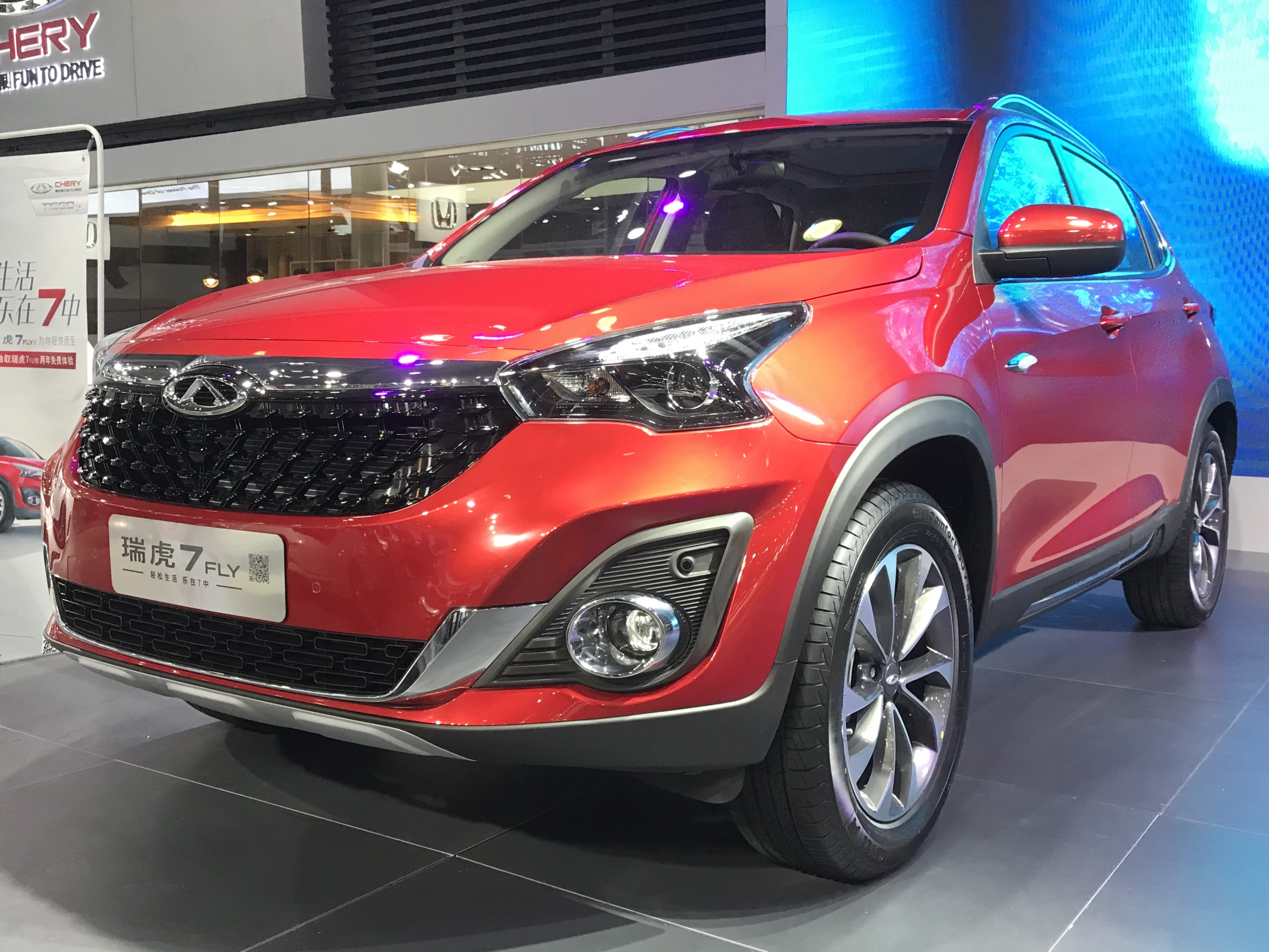
La Tiggo 7 FLY (restyling)

Nell’agosto del 2017 venne presentata la Qoros Young, che altro non era che la Tiggo 7 con un frontale differente. I piani prevedevano di vendere la vettura anche a marchio Qoros (di cui Chery possedeva delle partecipazioni). Tuttavia la Young non vedrà mai la luce e le modifiche saranno adottate per il restyling della Tiggo 7 che debutterà nel settembre 2018 e tale modello viene ribattezzato Tiggo 7 FLY e va ad affiancare la versione 2016 rimasta in produzione. 
La 7 FLY porta al debutto un nuovo frontale con nuovi paraurti, nuovi fanali brunito e nuova calandra oltre a interni realizzata con plastiche di migliore qualità. Al posteriore cambia il fascione posteriore. La 7 FLY è posizionata all’apice della gamma ed è disponibile solo nell’allestimento Sport con motore 1.5 turbo e cambio automatico.

### Produzione e mercati
In Brasile la vettura viene assemblata localmente in complete knock down dalla COAO nella fabbrica di Anápolis dal 2019 ed esportata nei principali paesi sud americani. Il motore è il 1.5 turbo in una versione flexy fuel alimentato a benzina o ad etanolo. In Egitto viene assemblata dalla GB Auto.
In Italia la vettura viene importata dalla Cina dall’estate 2020 dalla DR Automobiles e ribattezzata DR F35; differisce dal veicolo originale per la calandra diversa con il logo della casa molisana posto sul lato sinistro.

## Seconda generazione (dal 2020)
La seconda generazione debutta sotto forma di prototipo nel novembre del 2019 al salone di Guangzhou mentre il modello definitivo viene presentato nella primavera dell'anno successivo ed entra in vendita il 18 marzo del 2020. Viene ribattezzata al lancio Tiggo 7 Pro per differenziarla dalla prima generazione rimasta in produzione. Presenta forme più spigolose e una gamma motori composta dal 1.5 turbo da 156 cavalli abbinato ad una trasmissione manuale a sei rapporti oppure ad una nuova trasmissione automatica CVT con nove rapporti in modalità sequenziale e un nuovo 1.6 turbo benzina a iniezione diretta erogante 197 cavalli e abbinato alla trasmissione a doppia frizione Getrag a sette rapporti. 
Lunga 4,50 metri la seconda serie utilizza sempre il telaio T1X della precedente generazione e ne mantiene lo stesso passo, la trazione è anteriore e il motore in posizione anteriore-trasversale. Mantiene le sospensioni anteriori a ruote indipendenti McPherson e posteriori a ruote indipendenti Multilink con barra stabilizzatrice. I freni anteriori sono a disco ventilati e i posteriori a disco. 
Di serie su tutti i modelli i dispositivi di sicurezza: sei airbag, ABS ed EBD, controllo di stabilità e di trazione. Solo sui modelli di punta è disponibile il pacchetto di dispositivi di assistenza alla guida di livello 2 che comprende radar frontale con frenata automatica d’emergenza, riconoscimento ostacoli, avvisatore angolo cieco, mantenimento attivo delle linee di carreggiata, fari abbaglianti automatici, lettore cartelli stradali, telecamera 360 gradi e parcheggio automatico. 
La scocca è inedita ed utilizza per il 60% acciai ad alta resistenza da 1600 MPa nella zona frontale, in parte del telaio e nei montanti A e B, il resto è in acciai misti a deformazione programmata.

### Versione europea
La Tiggo 7 dal 2021 viene esportata in Russia ed Ucraina. Inoltre, come per la prima serie, anche la seconda serie viene importata dalla DR Automobiles, ma stavolta venduta come DR 6.0. Il modello pre-serie è stato esposto al Milano Monza MotorShow nel giugno 2021.